# حقوق زنان در تونگا
حقوق زنان در تونگا، در مقایسه با اهداف سازمان ملل در CEDAW, به‌طور کامل با الزامات این کنوانسیون مطابقت ندارد.
با وجود توجهاتی که توسط پارلمان و دولت تونگا صورت گرفته، تصویب CEDAW همچنان حل‌نشده باقی مانده است. عواملی که موجب عدم تصویب CEDAW شده‌اند به محافظه‌کاری فرهنگی و حمایت از «انگا فاکاتونگا» یا «روش تونگایی» در فرهنگ تونگا مربوط می‌شوند. مسائل مرتبط با حقوق زنان در تونگا شامل عواملی همچون حقوق زمین زنان، خشونت علیه زنان، مشارکت سیاسی در پارلمان و نگرش کلی فرهنگی به نابرابری‌های جنسیتی در تونگا است. بسیاری از این مسائل نابرابری جنسیتی در فرهنگ تونگایی در خانه و ساختارهای پیچیده سلسله‌مراتب خانوادگی تقویت می‌شوند.
مسئله حقوق زنان در تونگا به‌طور کامل در فرهنگ و دولت تونگا نادیده گرفته نشده است و اصلاحاتی در این زمینه مورد بررسی قرار گرفته‌اند. زنان در تونگا از زمان تغییر قانون اساسی توسط مرحوم ملکه سالوت توپو سوم در سال ۱۹۵۱ حق رأی پیدا کرده‌اند. اصلاحات و تغییرات دیگری در قانون اساسی تونگا نیز مورد بررسی قرار گرفته است. موضوع خشونت علیه زنان در تونگا برجسته شده و اقداماتی برای اجرای بهتر قوانین برای حفاظت از زنان در برابر خشونت خانگی و سوء استفاده همسر انجام شده است.

## نابرابری‌های جنسیتی در تونگا
بر اساس گزارش گزارش توسعه انسانی (HDR) در سال ۲۰۱۱، تونگا از نظر شاخص توسعه انسانی (HDI) رتبه ۹۰ از بین ۱۸۷ کشور را داشت. از نظر نابرابری‌های جنسیتی، یکی از شاخص‌های کلیدی که در HDR برجسته است این است که در سال ۲۰۱۱، زنان تونگایی تنها ۳٫۴٪ از نمایندگان منتخب را تشکیل می‌دادند، که در تضاد شدید با میانگین‌های منطقه‌ای برای آسیای شرقی و اقیانوسیه (۲۰٫۲٪) و کشورهای جزیره‌ای کوچک در حال توسعه (۲۰٫۶٪) قرار دارد. علاوه بر این، هیچ زنی در انتخابات ۲۰۱۰ انتخاب نشد، به جز یک نفر که به یک پست کابینه‌ای منصوب شد.
این نمایندگی ضعیف سیاسی به نظر نمی‌رسد که ناشی از دستاوردهای آموزشی پایین زنان باشد، زیرا بر اساس HDR 2011، ۸۴٪ از زنان و ۸۷٫۸٪ از مردان در تونگا حداقل آموزش متوسطه داشتند، که این میزان به‌طور قابل توجهی بالاتر از میانگین منطقه‌ای برای آسیای شرقی و اقیانوسیه و کشورهای جزیره‌ای کوچک در حال توسعه است. در مشارکت زنان در نیروی کار نسبت به نرخ مشارکت مردان نیز تفاوت وجود داشت: نیمی از زنان تونگایی در نیروی کار حضور داشتند، در مقایسه با ۷۵٪ از مردان تونگایی.
جمعیت مردان و زنان در جمعیت کلی تونگا تقریباً برابر است، به‌طوری که جمعیت کل مردان ۵۲٬۳۵۰ نفر و جمعیت کل زنان ۵۲٬۳۶۰ نفر است. بر اساس این داده‌های نسبت جمعیتی کلی، هیچ داده‌ای نشان نمی‌دهد که تمایلی جنسیتی برای سقط جنین بر پایه جنسیت وجود داشته باشد.

## تونگا و CEDAW
به همراه پالائو، تونگا یکی از دو کشور در منطقه اقیانوس آرام و یکی از شش کشور جهان (دیگر کشورهای مستقل: ایالات متحده، سودان، سومالی و ایران) است که هنوز کنوانسیون رفع هرگونه تبعیض علیه زنان (CEDAW) را تصویب نکرده‌اند.
CEDAW توسط بسیاری به عنوان منشور حقوق بین‌المللی برای زنان در نظر گرفته می‌شود و هدف آن ایجاد آرمان‌های جهانی برای حقوق زنان و برابری جنسیتی است. در سپتامبر ۲۰۰۹، مجمع قانون‌گذاری تونگا با ۱۸ رأی موافق، ۱ رأی مخالف و ۴ رأی ممتنع به عدم تصویب CEDAW رأی داد. در اعلام تصمیم به عدم تصویب، نخست‌وزیر تونگا اعلام کرد که تصویب این کنوانسیون مغایر با میراث فرهنگی و اجتماعی ماست که شیوه زندگی تونگایی را تشکیل می‌دهد. علاوه بر این، تونگا نخواست این کنوانسیون را با تحفظات تصویب کند یا به نوعی «تصویب از روی مصلحت» انجام دهد.
افا لیکیلیکی به مدت ۱۱ سال از تصویب کنوانسیون رفع هرگونه تبعیض علیه زنان حمایت کرده است. در ۹ مارس ۲۰۱۵، در یک تصمیم تاریخی، دولت تونگا با تصویب کنوانسیون با تحفظات موافقت کرد. اگرچه امضای این کنوانسیون با تحفظات صورت گرفت، لیکیلیکی این اقدام را مثبت تلقی کرد و آن را نشانه‌ای از تمایل دولت به ایجاد تغییرات دانست.